# Gaëtan Dugas
Gaëtan Dugas (20 de febrero de 1953-30 de marzo de 1984) fue un asistente de vuelo canadiense y un paciente relativamente temprano con el virus de la inmunodeficiencia humana (VIH), que alguna vez fue descrito erróneamente como "paciente cero", acusándolo de introducir el síndrome de inmunodeficiencia adquirida (SIDA) en los Estados Unidos. Se ha demostrado definitivamente que esta afirmación, una flagrante aplicación errónea de los resultados de un estudio de enfoque limitado, es incorrecta.
En marzo de 1984, un estudio de los Centros para el Control y Prevención de Enfermedades (CDC) rastreó las relaciones y prácticas sexuales de algunos hombres homosexuales y bisexuales, especialmente en California y Nueva York. Dugas recibió el nombre en código de "Paciente O" (del inglés Out of state, "fuera del estado") para indicar su papel en un grupo particular de 40 casos de SIDA en los Estados Unidos. Una novela de no ficción de 1987 sobre la epidemia, And the Band Played On, eligió usar el término "Paciente cero" y se centró significativamente en Dugas; a partir de esto, los medios de comunicación malinterpretaron y extrapolaron aún más la información de este estudio relativamente pequeño para significar que introdujo el SIDA en los Estados Unidos, aunque el estudio en sí no hizo tal afirmación. Más tarde, como persistió la mala interpretación, los científicos realizaron un análisis genético de las muestras de sangre almacenadas, respaldado por un trabajo detectivesco histórico, para confirmar específicamente que Dugas no trajo el VIH a los Estados Unidos y que no era el Paciente Cero.
Dugas trabajaba como asistente de vuelo para Air Canada y murió en la ciudad de Quebec en marzo de 1984 como resultado de una insuficiencia renal causada por infecciones relacionadas con el SIDA.

## Historia
En la historia de la búsqueda del virus se habla del célebre «paciente cero» de donde pareció partir la epidemia. Se consideró que se trataba de Gaëtan Dugas, un auxiliar de vuelo homosexual y con múltiples parejas sexuales, que reconoció haber tenido más de dos mil compañeros sexuales.  A partir del VIH (virus de inmunodeficiencia humana) aislado en su sangre se identificaron, investigando a pacientes de todo el mundo, más de 40 casos de VIH de idénticas características, repartidos por multitud de países  y que habían tenido sexo con Dugas. Contribuyó a extender la enfermedad por todo el mundo en un tiempo récord, lo que llevó a reconocer que el virus era muy contagioso y que ciertas prácticas sexuales podían facilitar su diseminación.
Un estudio publicado en la Revista Estadounidense de Medicina en 1984 concluyó que muchas de las primeras infecciones por VIH en Nueva York eran atribuibles a un asistente de vuelo que era gay y estaba infectado. La infección no es una enfermedad que atañe solo a la comunidad LGTBIQ, ya que pueden desarrollarlo, extenderlo, o portarlo también personas heterosexuales. Los epidemiólogos presumieron que Dugas llevó el virus fuera de África y lo introdujo en la comunidad homosexual occidental.
Dugas fue retratado en el libro de Randy Shilts And the band played on, que documentaba el brote del VIH en los Estados Unidos. Shilts retrató a Gaëtan Dugas con un comportamiento casi sociopático, afirmando que infectaba voluntariamente a otros con el virus. Dugas fue descrito como un atleta sexual encantador y atractivo que, según propia estimación, mantenía centenares de encuentros sexuales al año. Afirmó haber tenido cerca de 2.500 actos sexuales con otros hombres de toda Norteamérica, pues como asistente de vuelo pudo viajar por todo el globo a los epicentros del comienzo del VIH, tales como Los Ángeles, Nueva York, París y San Francisco. Aunque sufría del sarcoma de Kaposi, y había sido advertido de que podría transmitir un virus sexual, Dugas se negó a dejar de tener sexo sin protección, infectando así a numerosas personas.
Dugas pensó que esta nueva enfermedad sexual podría ser tratada fácilmente, como la sífilis y la gonorrea, pero esta resultó ser incurable y casi siempre mortal, durante los años ochenta y gran parte de los noventa, hasta que los investigadores encontraron combinaciones de fármacos que frenan el avance de la enfermedad, no la curan, aunque en la actualidad una persona con VIH puede llevar una vida casi completamente normal, cuidándose y tomando la medicación aconsejada por su doctor. 
Dugas murió en Ciudad de Quebec el 30 de marzo de 1984 de insuficiencia renal causada por las infecciones y enfermedades provocadas por el virus del VIH y por la agresividad de los efectos secundarios de la primera medicación probada en los años 80. La medicina sigue investigando sobre el VIH y su curación.

## Análisis y crítica
El análisis genético del VIH proporciona una cierta ayuda para la teoría del paciente cero, y aunque Dugas no era probablemente el único responsable de la extensión inicial del virus en los Estados Unidos, sí parece ser parte de un grupo reducido de hombres homosexuales que viajaban con frecuencia, eran sexualmente activos en extremo y murieron de sida en los primeros tiempos de la epidemia (1980-1982).
Un estudio de 2016 de la Universidad de Tucson (Arizona) desmintió que Dugas fuera el «paciente cero».